# Маслюк Федір Гнатович
Федір Гнатович Маслюк (? — ?) — український радянський діяч, голова Волинського губернського революційного комітету, відповідальний секретар Ніжинського окружного комітету КП(б)У, голова виконавчого комітету Вінницької окружної ради. Член ВУЦВК.

## Біографія
Член РСДРП(б) з 1915 року.
У червні 1920 року — голова Волинського губернського революційного комітету.
На 1923—1924 роки — голова правління Київського товариства сільськогосподарського кредиту «Сільбанк».
У 1925—1926 роках — відповідальний секретар Ніжинського окружного комітету КП(б)У.
Із 31 серпня 1926 року — відповідальний інструктор ЦК КП(б)У.
У жовтні 1926 — 30 травня 1928 року — голова виконавчого комітету Вінницької окружної ради.
Подальша доля невідома.